# Macrolepiota
Macrolepiota (Rolf Singer, 1948) este un gen de ciuperci din încrengătura Basidiomycota în ordinul Agaricales, din familia Agaricaceae. Genul foarte răspândit conține în prezent 41 de specii global (în Europa mai puține). Numele generic este derivat din cuvintele grecești (greacă μακρο=mare) și (greacă λε ́πιον=carapace de broască țestoasă, crustă mică). Tipul de specie este Macrolepiota procera (pălăria șarpelui). 

## Istoric

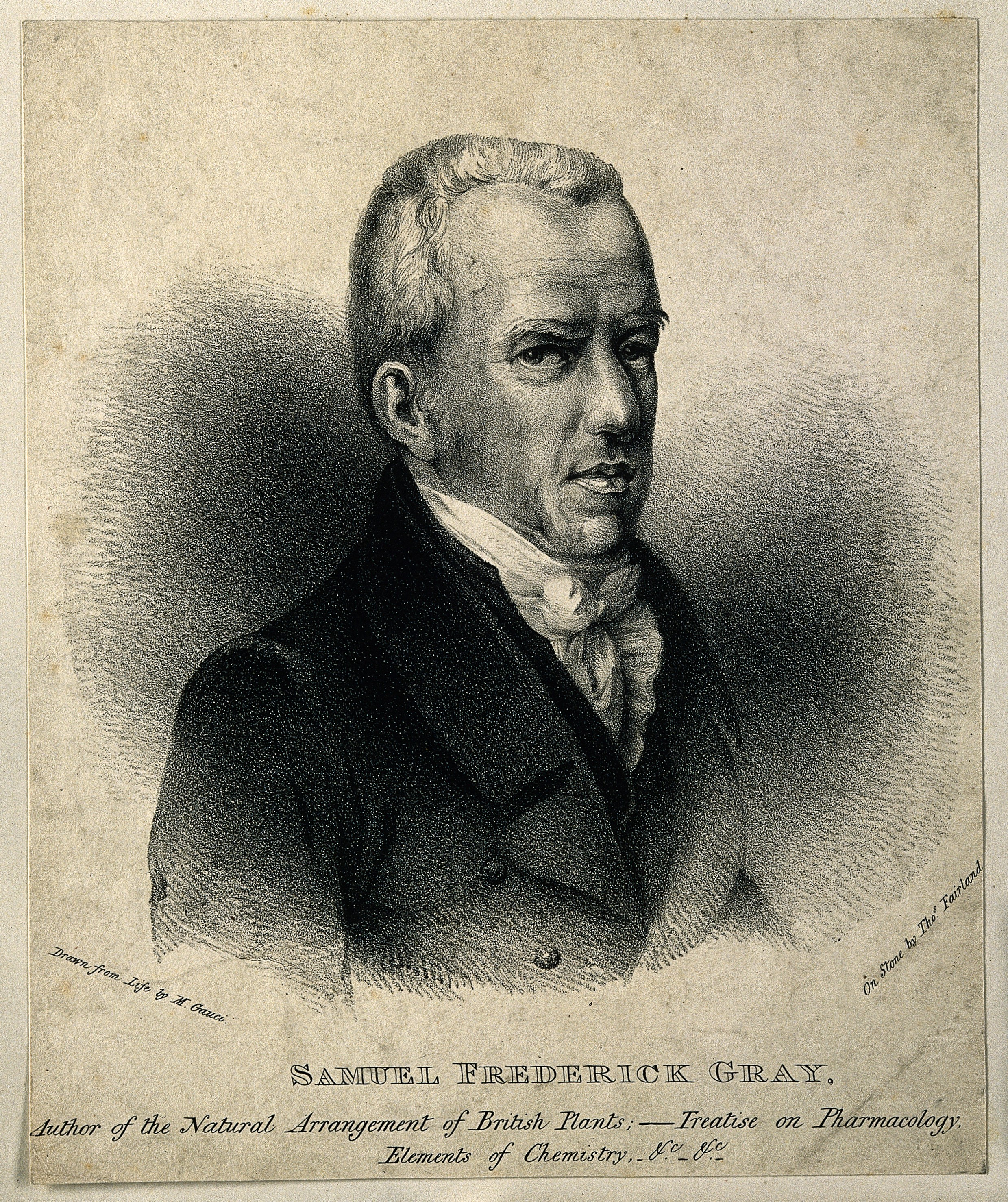
Samuel F. Gray

Pentru multe decenii acest gen a făcut parte al celui de Lepiota, descris, pentru prima dată de marele savant Christian Hendrik Persoon ca secție al genului Agaricus (Agaricus sect. Lepiota) în lucrarea sa Tentamen dispositionis methodicae Fungorum din 1797.
În 1821, cunoscutul micolog englez Samuel Frederick Gray l-a ridicat la rangul de gen sub denumirea Lepiota în volumul 1 al operei sale A natural arrangement of British plants.
Micologul german Rolf Singer a scos toate speciile mari din genul Lepiota, dându-le taxonul nou Macrolepiota (1946), valabil până în prezent (2017). Descrierile au fost publicate în Papers of the Michigan Academy of Sciences din Michigan în 1948.

## Filogenetică

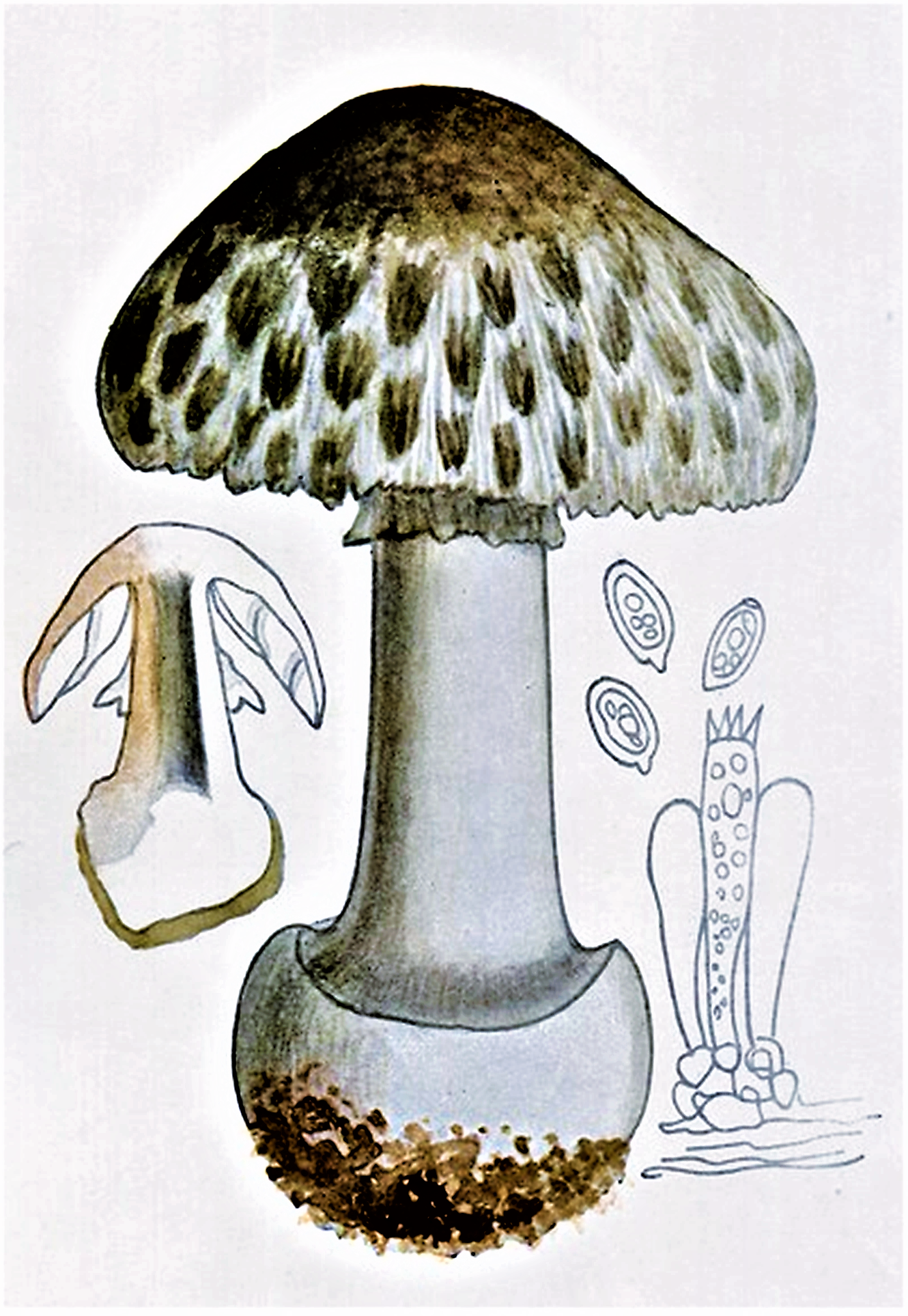
Bres.: L. rhacodes

Genul Macrolepiota reprezintă un grup de ciuperci foarte asemănătoare, a căror delimitare fiind dificilă. Mai departe rangul taxonomic la unele soiuri este controversat. În momentul de față, genul este subîmpărțit în 3 clade:
- Clada Macrolepiota cu între altele speciile Macrolepiota excoriata, Macrolepiota procera, Macrolepiota clelandii sau Macrolepiota dolichaula,
- Clada macrosporae cu între altele speciile Macrolepiota mastoidea, Macrolepiota konradii și Macrolepiota orientiexcoriata,
- Clada volvatae cu speciile Macrolepiota velosa și Macrolepiota eucharis.

Cel mai bun exemplu pentru un disput în acest domeniu este Macrolepiota rhacodes (rachodes) care  trebuie să ascultă de numele Chlorophyllum rhacodes (rachodes), pentru că ar avea mai multe calități comune cu bureții din genul Chlorophyllum. Dar nu numai exteriorul ciupercii este absolut diferend de cel al bureților din genul Chlorophyllum, în plus și sporii nu sunt verzi ci albi la acest soi. Toate cărțile de ciuperci prestigioase, dar de asemenea publicații prin asociații micologice - mai ales germane și italiene - precum pagini medicinale despre toxicitatea ciupercilor îl desemnează ca Macrolepiota. 
O altă specie, în multe publicații tot originar descrisă sub numele Macrolepiota puellaris, a fost transferată la genul Leucoagaricus ca Leucoagaricus nympharum.

## Descriere
Ciuperci din genul Macrolepiota au următoarele însușiri comune:
- Pălăria: este mare, inițial ovoidală, aproape rotundă sau în formă de clopot, cu marginea răsucită spre interior, apoi aplatizată, în centru adesea ușor până tare cocoșată. Cuticula netedă este presărată cu solzișori mici sau fulgi mai mari, rămășite ale vălului parțial.
- Lamelele: sunt albicioase, aglomerate, înghesuite, bulboase, moi și libere. Sporii netezi, elipsoidali și hialini (translucizi) și cu un nucleu în mijloc au o mărime de până la 25 microni. Pulberea lor este mereu albă.
- Piciorul: este cilindric, fibros și tare, puțin subțiat spre vârf, de obicei, foarte lung (10-20 cm), dar numai cu un diametru mic (0,8-1,5cm). Tija are mereu un inel simplu (excepție parasolul), liber și mobil, tot un rezultat al vălului parțial. Ea arată un bulb mai mult sau mai puțin accentuat, dar niciodată o volvă.
- Carnea: este fragedă și ceva moale în pălărie, în picior fibroasă și tare, fiind de culoare albă, gri-albicioasă care nu se schimbă la aer la cele mai multe soiuri. Carnea are un miros plăcut și un gust savuros, deseori ceva de alune. Cel puțin speciile europene, de mult cunoscute, sunt comestibile cu excepția fostei Macrolepiota venenata (care însă și ea a fost transferată la genul Chlorophyllum).

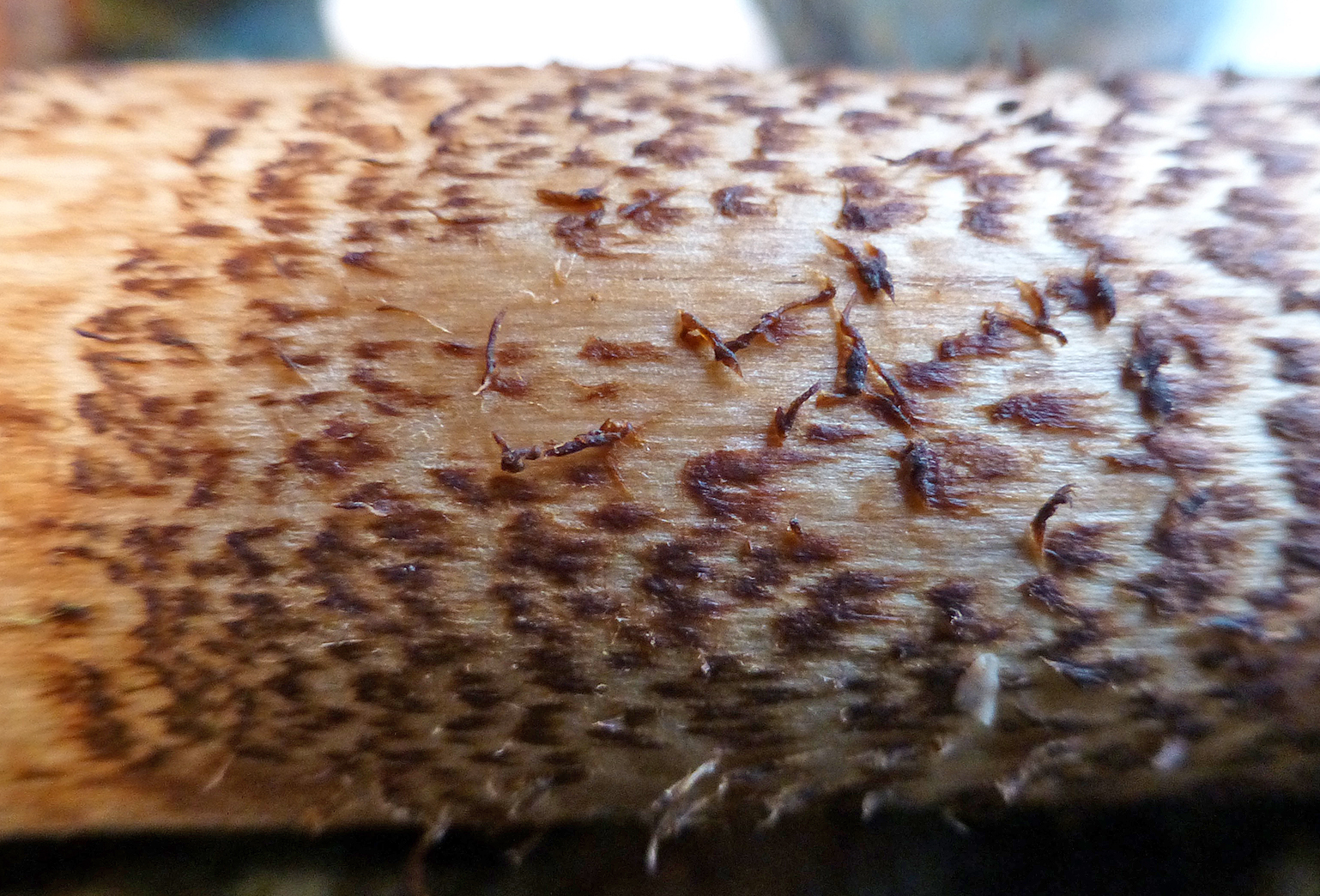
Macrolepiota, solzișori
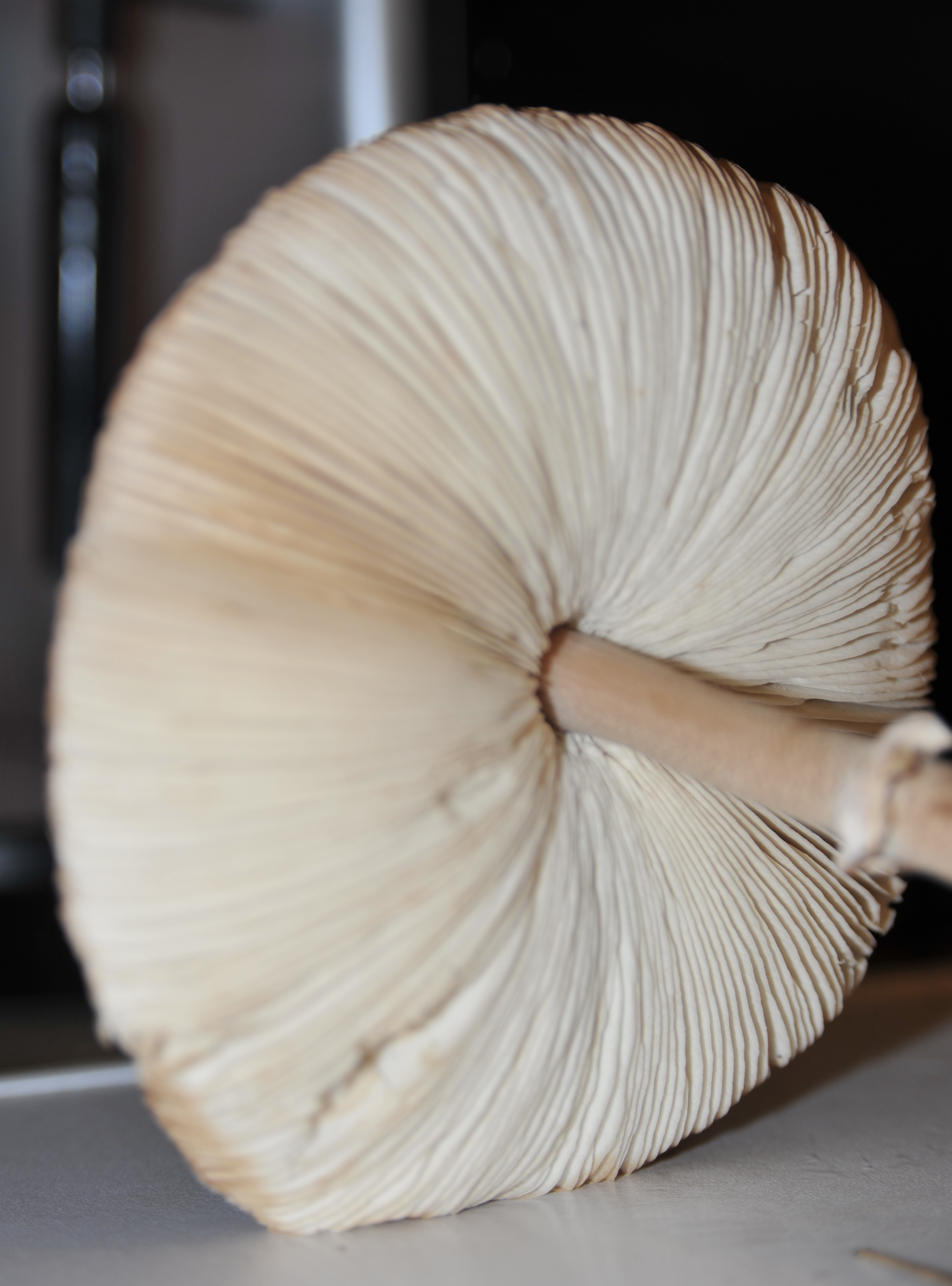
Macrolepiota, lamele
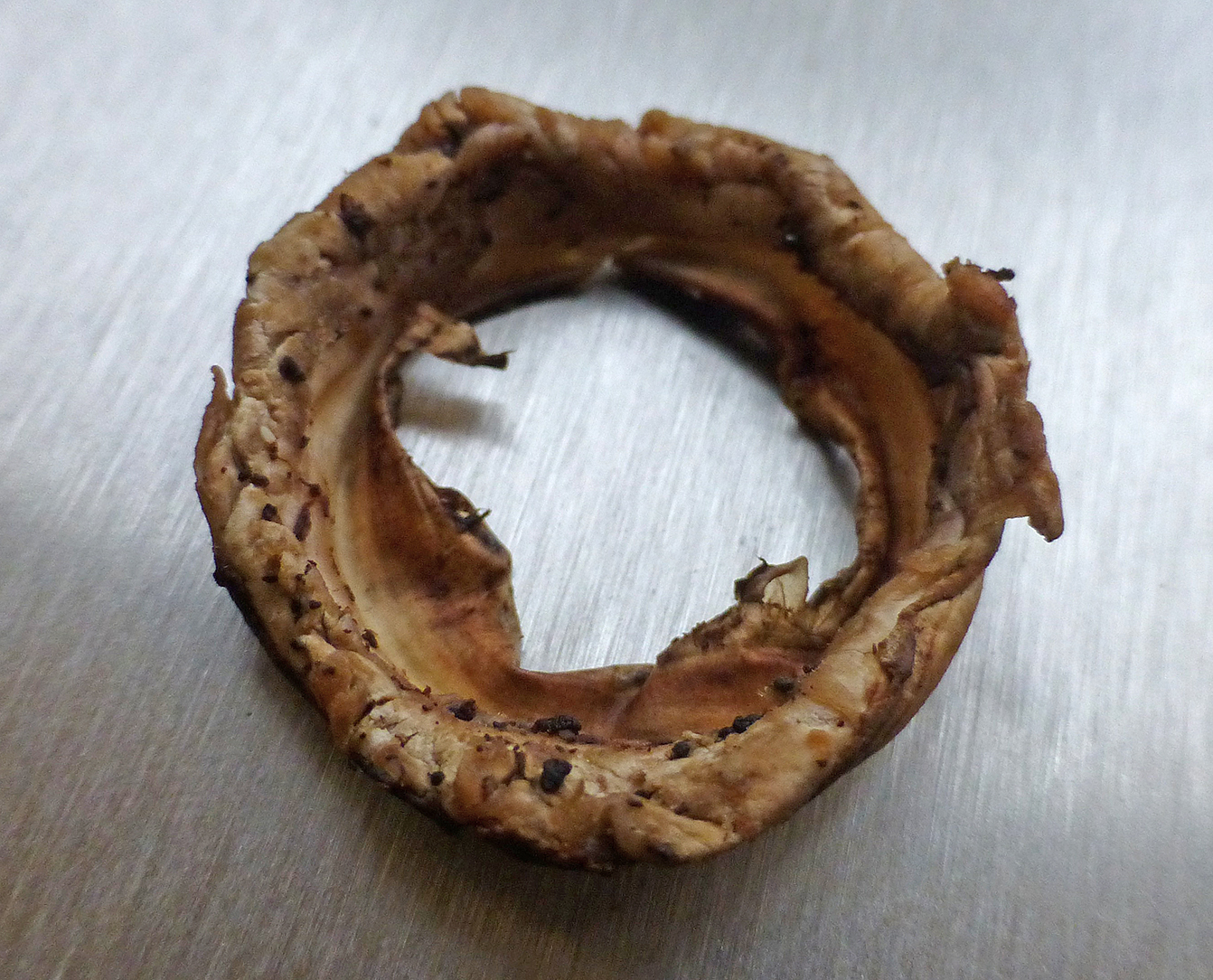
Macrolepiota, inel
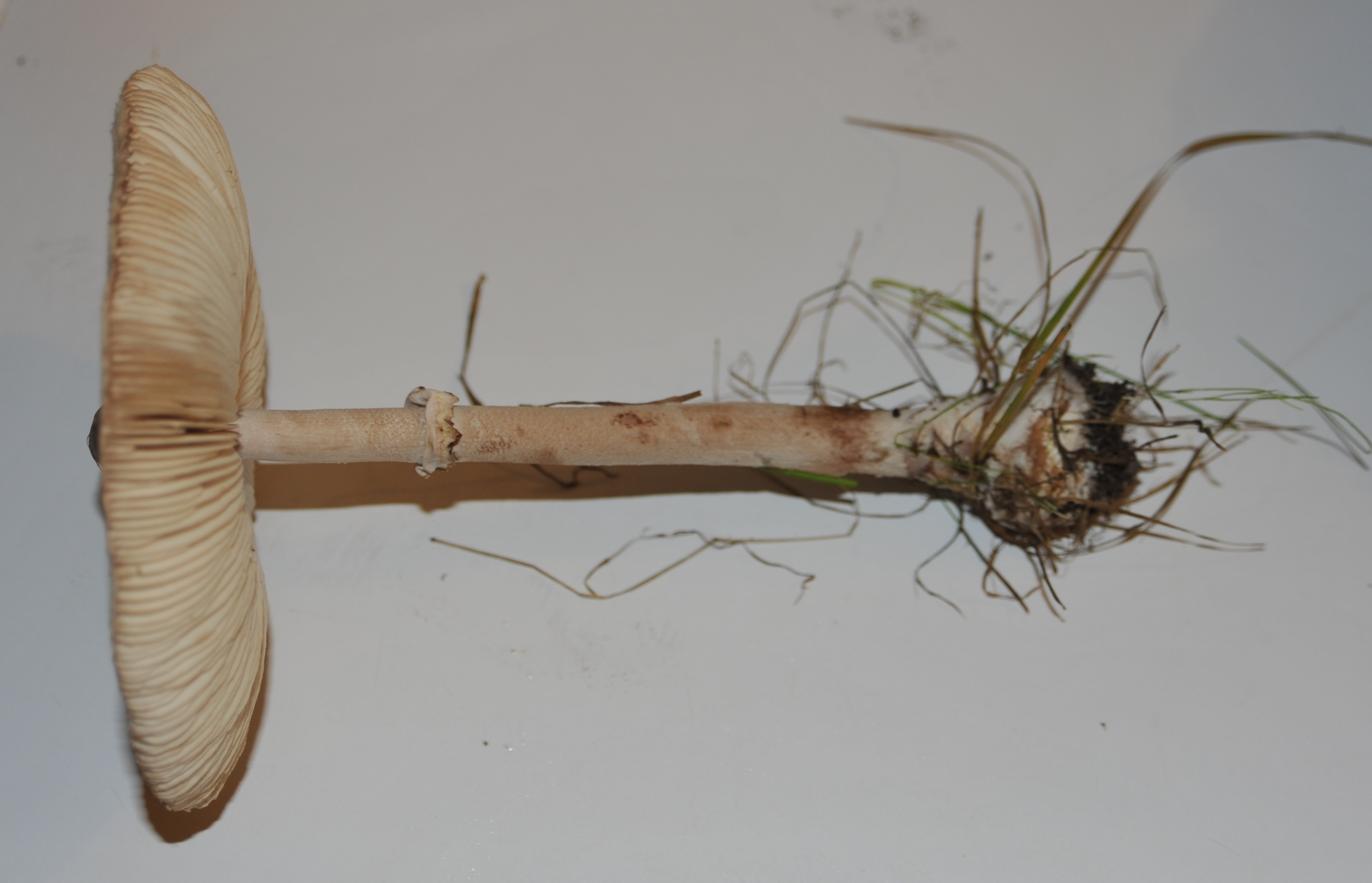
Macrolepiota, lamele, picior, inel, bulb
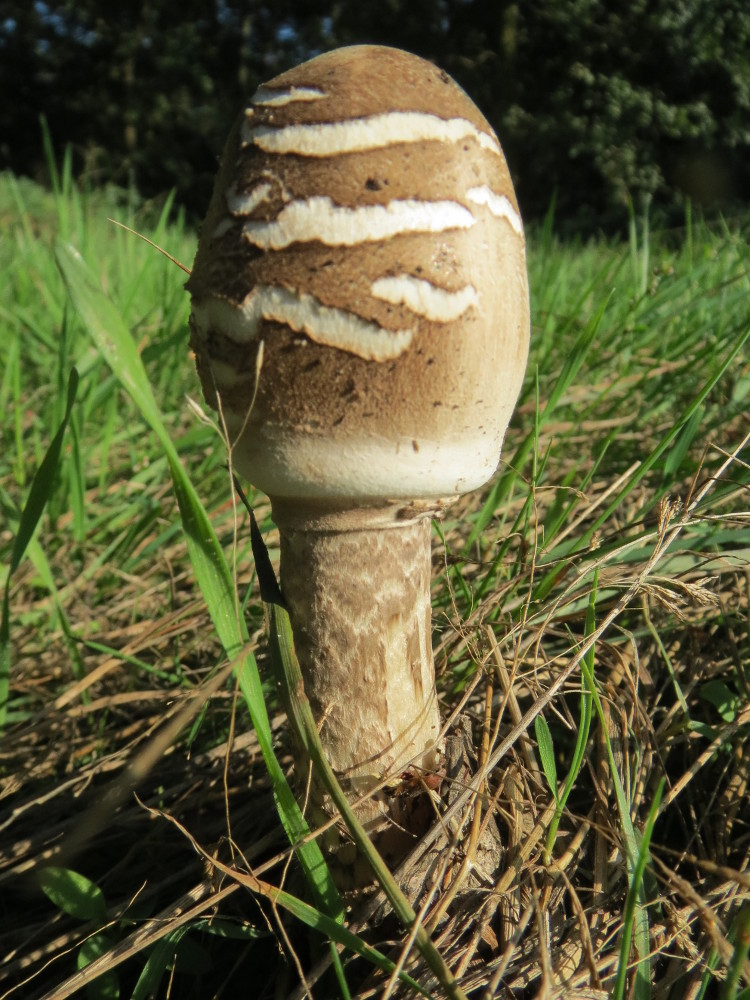
Macrolepiota tânără
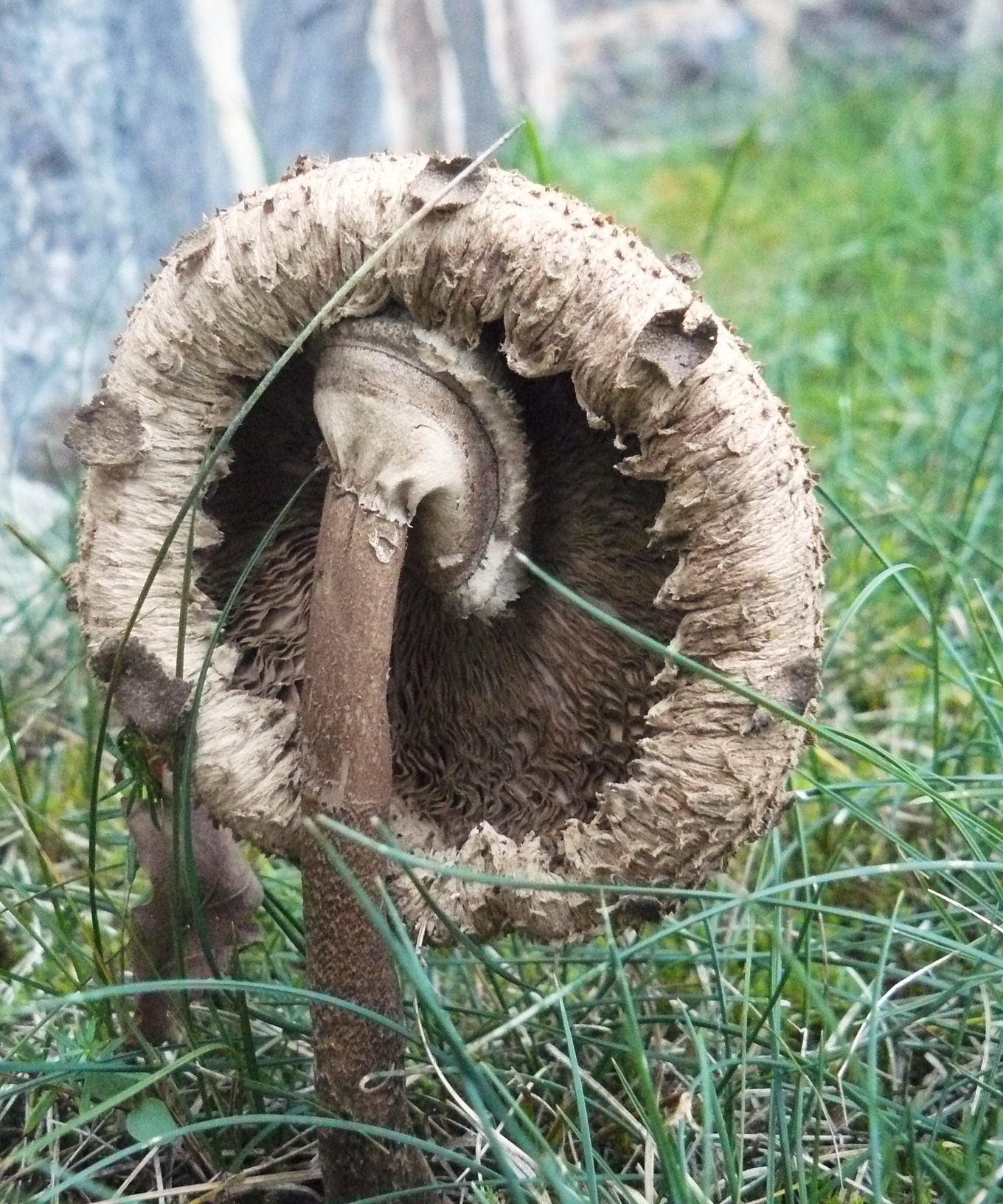
Macrolepiota bătrâna

## Specii
Catalogue of Life acceptă 41 de specii în genul Macrolepiota (29 mai 2017):
| - Macrolepiota africana (R.Heim) Heinem. (1969) - Macrolepiota albida Heinem. (1969) - Macrolepiota albuminosa (Berk.) Pegler (1972) - Macrolepiota ampliospora Sosin (1960) - Macrolepiota bonaerensis (Speg.) Singer (1951) - Macrolepiota brasiliensis (Rick) Raithelh. (1988) - Macrolepiota brunnescens Vellinga (2003) - [Macrolepiota campestris Lebedeva ex Samgina (1983) - Macrolepiota citrinascens Vasas (1990) - Macrolepiota clelandii Grgur. (1997) - Macrolepiota colombiana Franco-Mol. (1999) - Macrolepiota crustosa L.P. Shao & C.T. Xiang (1980) - Macrolepiota detersa Z.W.Ge, Zhu L.Yang & Vellinga (2010) - Macrolepiota dolichaula (Berk. & Broome) Pegler & R.W.Rayner (1969) | - Macrolepiota eucharis Vellinga & Halling (2003) - Macrolepiota excoriata (Schaeff.) M.M.Moser (1955) - Macrolepiota fornica Raithelh. (1988) - Macrolepiota fuligineosquarrosa Malençon (1979) - Macrolepiota fuliginosa (Barla) Bon (1977) - Macrolepiota gasteroidea T.Lebel (2011) - Macrolepiota gracilenta (Krombh.) Wasser (1978) - Macrolepiota imbricata (Henn.) Pegler (1966) - Macrolepiota kerandi (Speg.) Singer (1951) - Macrolepiota konradii (Huijsman ex P.D.Orton) M.M.Moser (1967) - Macrolepiota mallea (Berk.) Manjula (1983) - Macrolepiota mastoidea (Fr.) Singer (1951) - Macrolepiota odorata Heinem. (1969) - Macrolepiota orientiexcoriata Z.W.Ge, Zhu L.Yang & Vellinga (2010) | - Macrolepiota permixta (Barla) Pacioni (1979) - Macrolepiota phaeodisca Bellù (1984) - Macrolepiota procera (Scop.) Singer (1948) - Macrolepiota prominens (Sacc.) M.M.Moser (1967) - Macrolepiota psammophila Guinb. (1996) - Macrolepiota pulchella de Meijer & Vellinga (2003) - Macrolepiota rubescens (L.M.Dufour) Pázmány (1985) - Macrolepiota stercoraria (Rick) Raithelh. (1988) - Macrolepiota subcitrophylla Z.W.Ge (2012) - Macrolepiota turbinata T.Lebel (2011) - Macrolepiota velosa Vellinga & Zhu L.Yang (2003) - Macrolepiota vinaceofibrillosa T.Lebel (2011) - Macrolepiota zeyheri (Berk. & Singer) Heinem. (1962) |

M. albuminosa
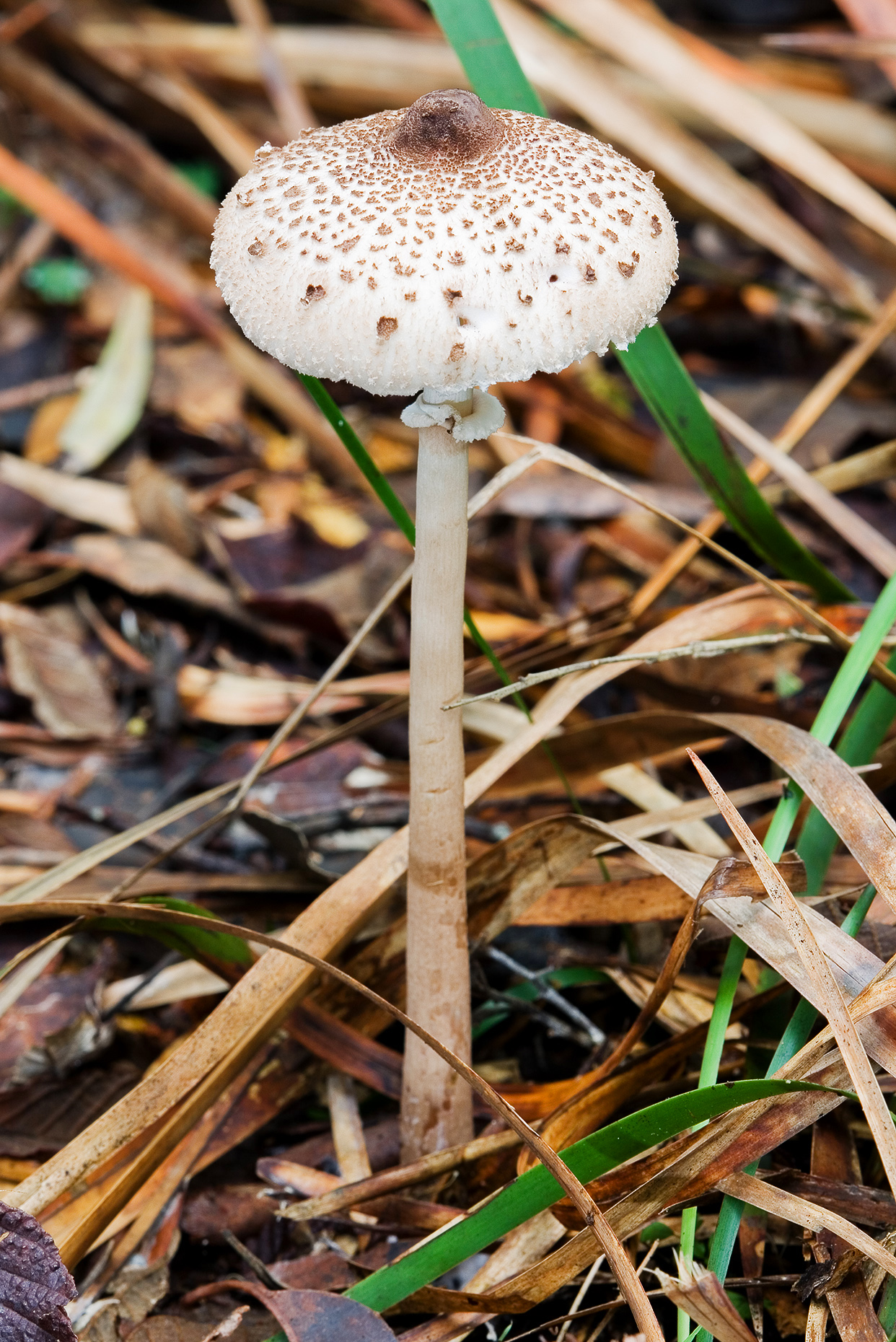
M. clelandii
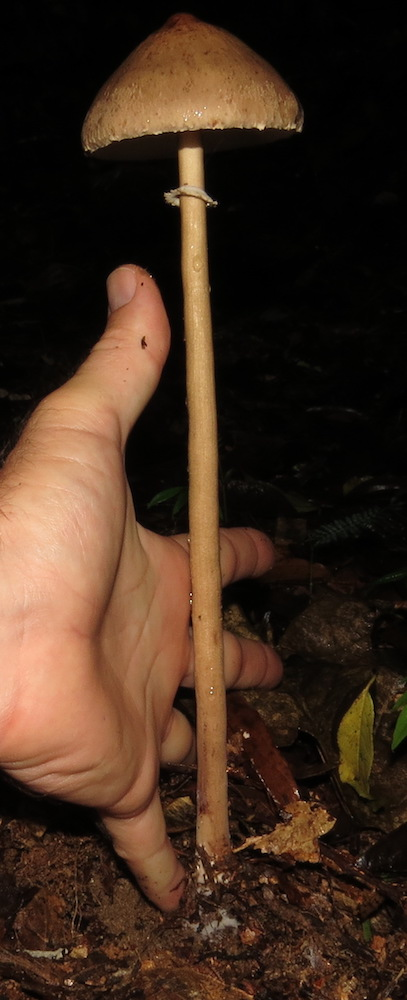
M. colombiana
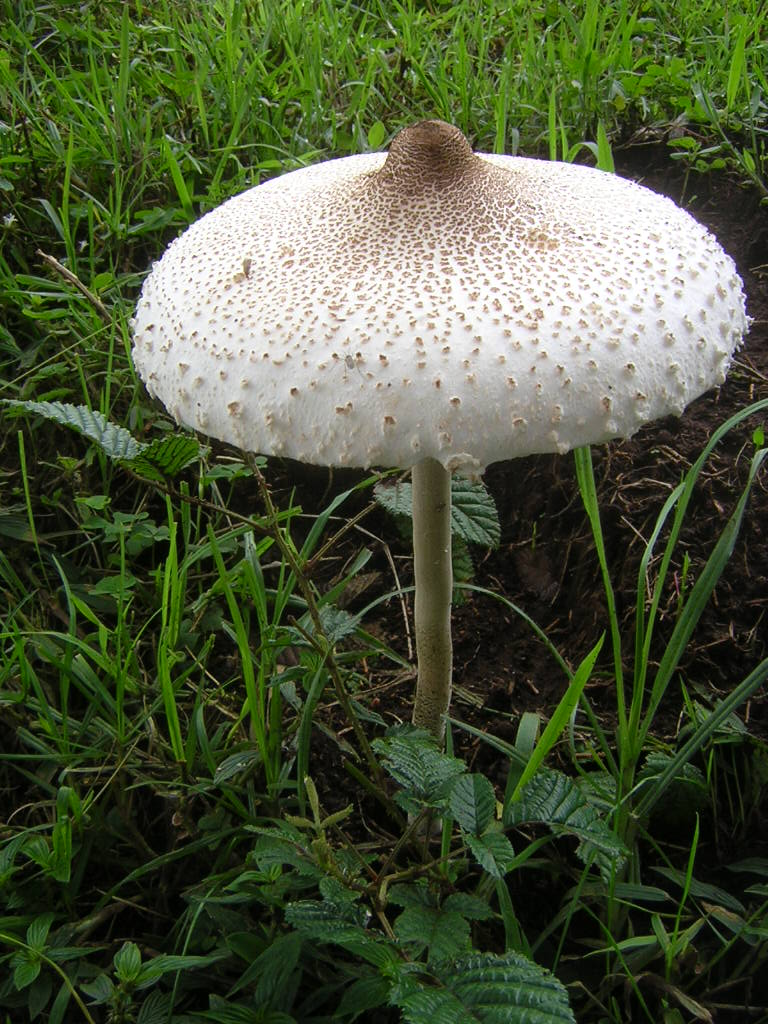
M. dolichaula
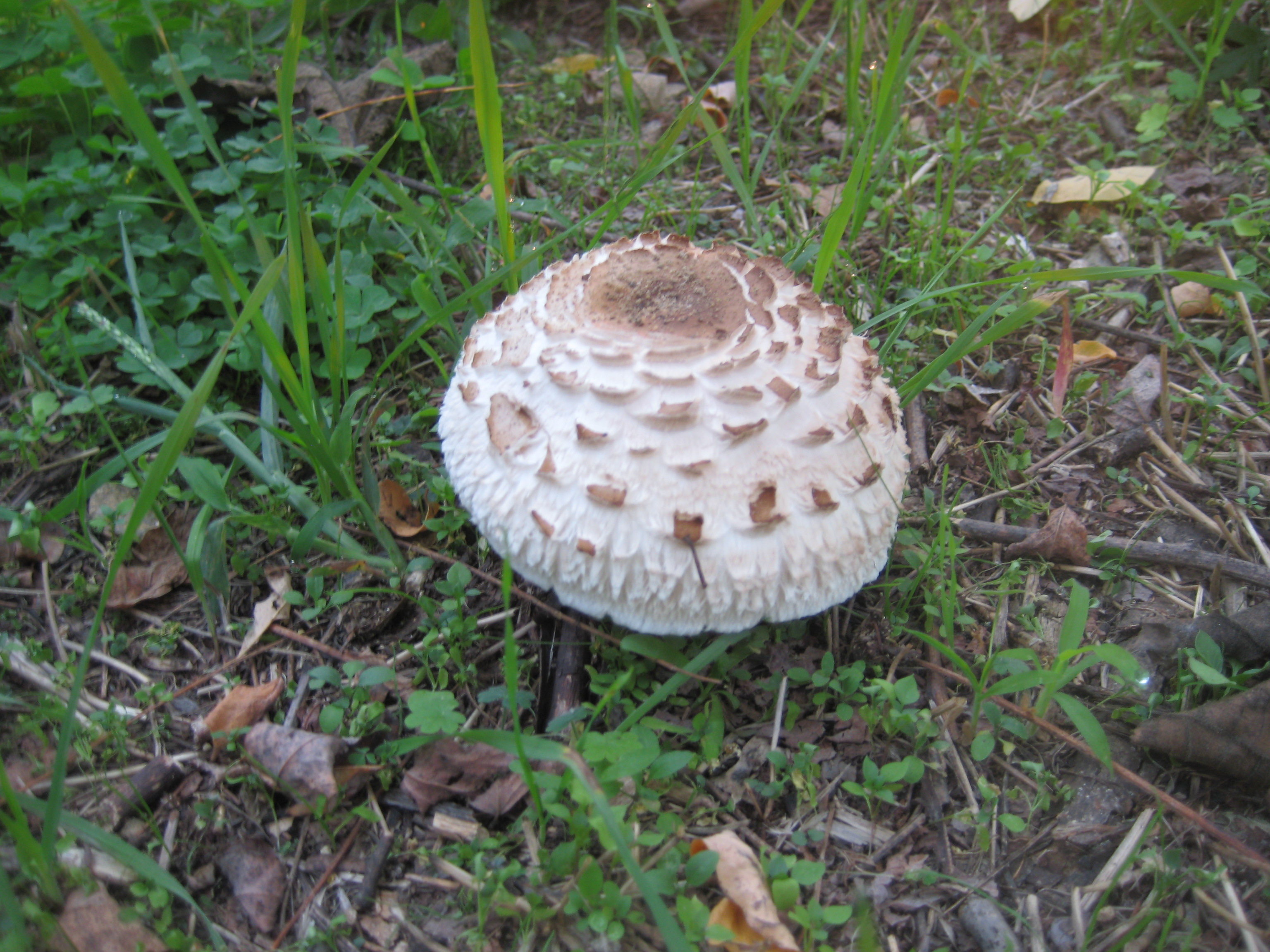
M. excoriata
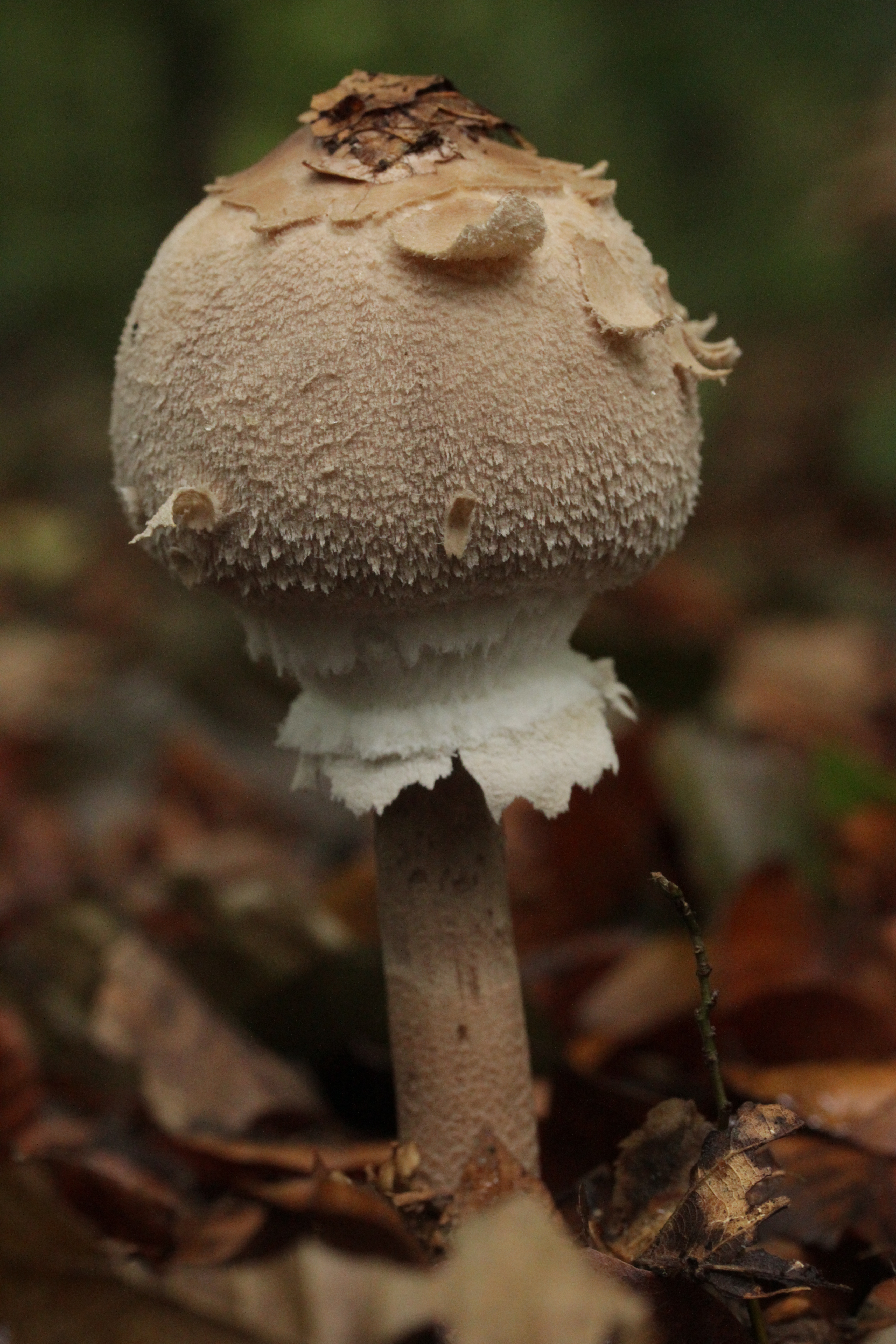
M. fuliginosa
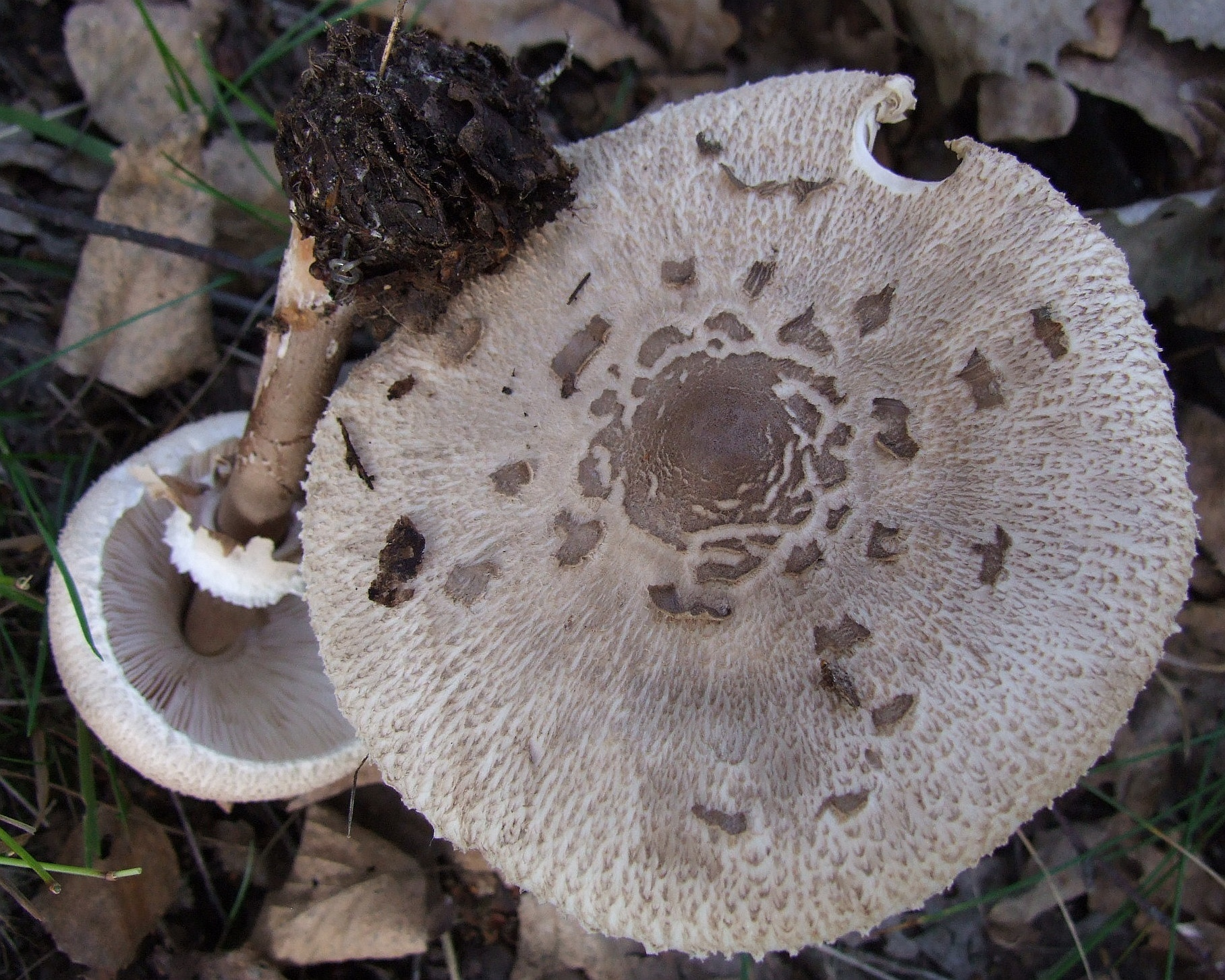
M. konradii
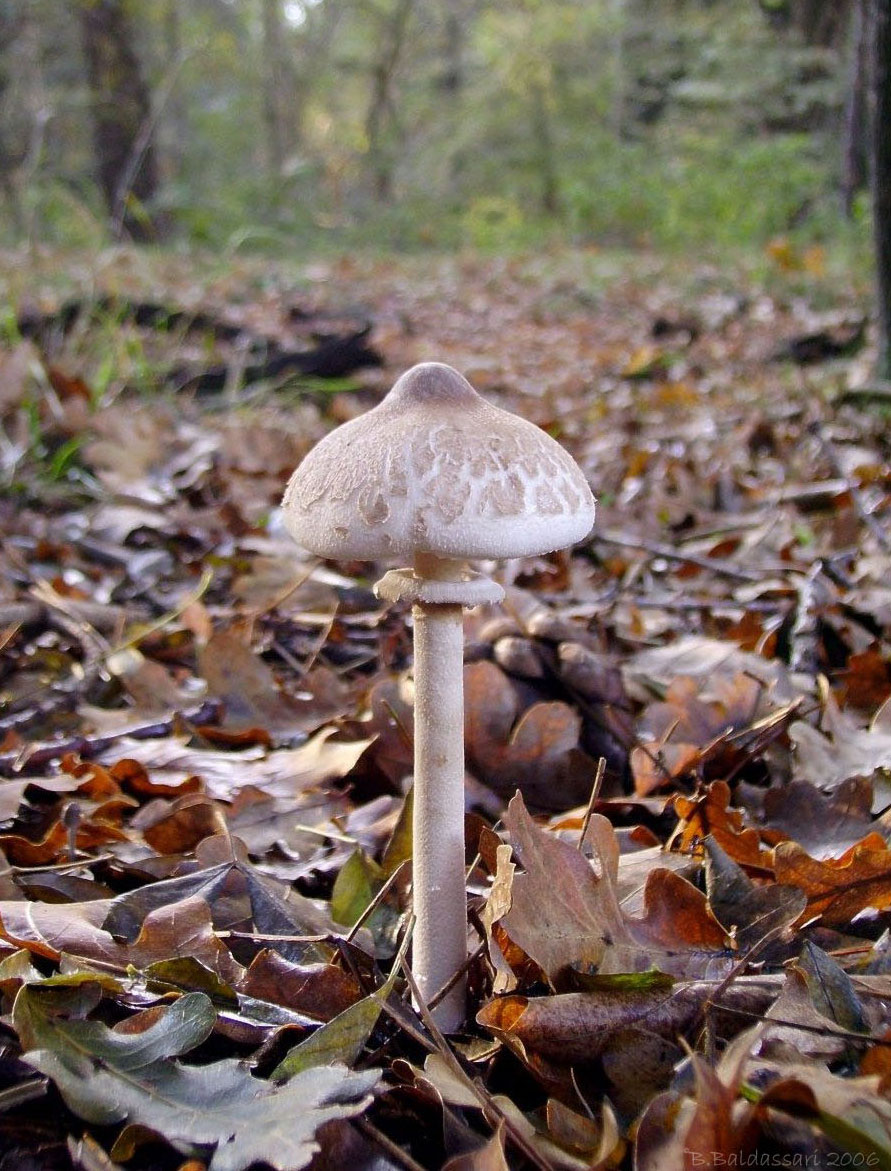
M. mastoidea
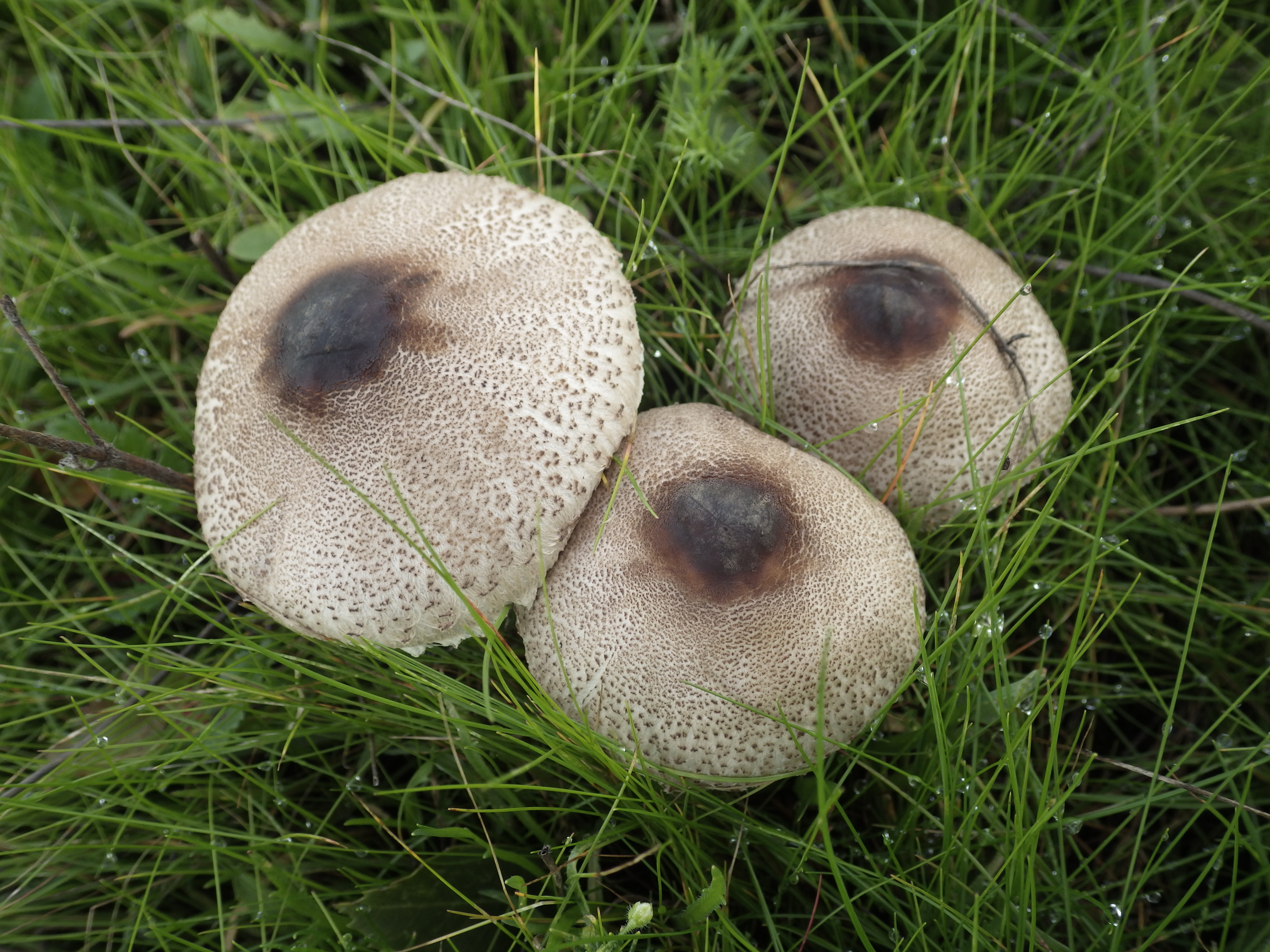
M. phaeodisca
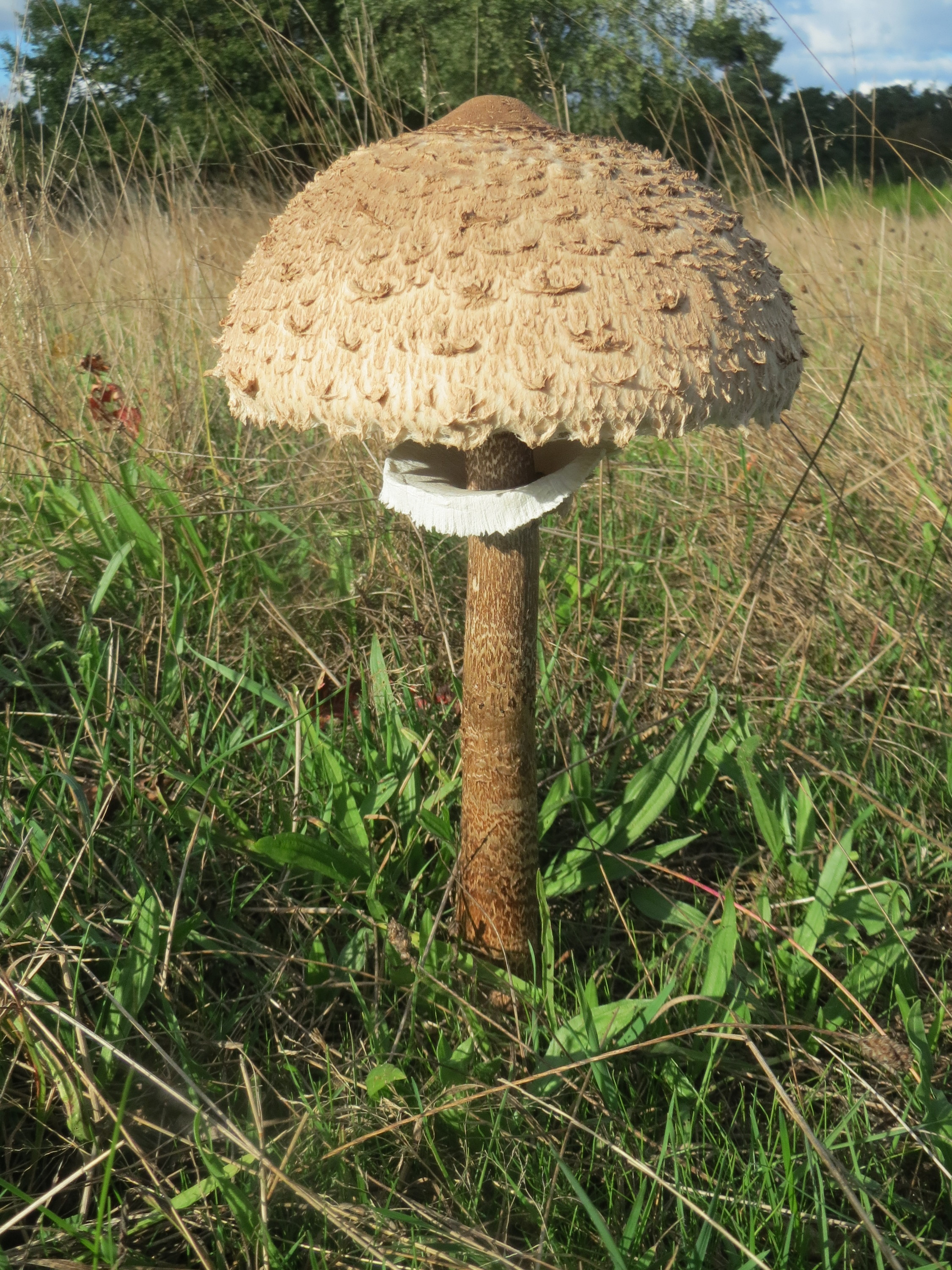
M.procera